# 怒江光叶槭
怒江光叶槭（学名：Acer laevigatum var. salweenense）为槭树科槭属下的一个变种。

## 扩展阅读
- 維基物種上的相關：怒江光叶槭